# Alessandra Galante Garrone
Alessandra Galante Garrone (Ivrea, 3 aprile 1945 – Bologna, 24 marzo 2004) è stata un'attrice teatrale, danzatrice e insegnante di recitazione italiana.

## Biografia
Figlia di Carlo Galante Garrone e sorella della regista e musicista Margot, inizia il suo percorso artistico come danzatrice, studiando con Susanna Egri a Torino.
Nel 1965 segue il marito Vittorio Franceschi a Trieste, dove cura le coreografie della messa in scena dell'Aulularia di Plauto.
Due anni più tardi si trasferisce a Parigi, dove frequenta il biennio dell'École de Théâtre di Jacques Lecoq, diplomandosi nel 1969.
Tra il 1969 e il 1975 prende parte come interprete a molteplici messe in scena. Tuttavia, i suoi interessi si sono ormai spostati verso l'insegnamento: inizia la sua attività pedagogica nel 1970 presso l'Associazione Cooperativa Nuova Scena.
Nel 1975 abbandona l'attività d'attrice, per dedicarsi all'insegnamento a Bologna.
Alessandra Galante Garrone è morta a Bologna il 24 marzo 2004.

## Attività pedagogica
Nel 1976 Alessandra Galante Garrone fonda la Scuola di Teatro di Bologna, con sede nello storico palazzo del Teatro La Soffitta (La Ribalta) di proprietà della Provincia di Bologna.
Nel 1980 pubblica Alla ricerca del proprio clown, testo nel quale narra le proprie esperienze e illustra le tecniche di base per il lavoro del clown e dell'attore.
Dal 1984 si dedica ininterrottamente all'attività pedagogica e alla direzione artistica della Scuola di Teatro di Bologna, avviando rapporti e collaborazioni con il Teatro Comunale di Bologna e con teatri e accademie d'arte drammatica europee.
Nel 2000 inaugura il nuovo corso di Nouveau-Cirque.
Nel 2004 ottiene in gestione dal Comune di Bologna il Teatro San Leonardo.
Oggi la Scuola porta il suo nome e la direzione artistica è passata al marito Vittorio Franceschi e alla sua ex allieva Claudia Busi.
Il 24 marzo 2014, nel primo decennale della sua scomparsa, all'Arena del Sole si è svolta una intera giornata a lei dedicata.